# Perfecto Records
Perfecto Records — звукозаписывающий лейбл, на котором выпускаются музыканты, играющие в жанре транс, основанный в 1989 году известным диджеем Полом Окенфолдом.

## Музыканты лейбла
- Angeles
- Adam White
- Amoeba Assassin
- Astrix
- BakuBoy & Austin Blake
- Beatman and Ludmilla
- BT
- DJ Skribble
- Dezarate & Michel Manzano
- Dope Smugglaz
- Elucidate
- Emjay
- Grace
- Эрнан Катаньо
- Infected Mushroom
- Джен Джонстон
- Jelle Boufon
- Kenneth Thomas
- Liam Shachar
- Magnif
- Man With No Name
- Minds of Men
- Mystica
- Nat Monday
- Пол Окенфолд
- Perfecto Allstarz
- ППК
- Quivver (John Graham)
- Robert Vadney
- Sandra Collins
- Seb Fontaine
- Teexie Deexie / Zdenek
- The Fraction
- Tilt
- Timo Maas
- U2
- Wild Colour

1. ↑  Perfecto // Arabian agenda